# 维斯 (摩泽尔省)
维斯（法語：Wuisse，法語發音：[vɥis]）是法国摩泽尔省的一个市镇，属于萨尔堡-萨兰堡区。

## 地理
维斯（48°51'4"N, 6°39'4"E）面积14.56 平方千米，位于法国大東部大區摩泽尔省，该省份为法国东北部内陆省份，是洛林的一部分，西南接默尔特-摩泽尔省，东临下莱茵省，北与卢森堡和德国接壤。
与维斯接壤的市镇（或旧市镇、城区）包括：武埃堡、孔蒂勒、盖贝斯特罗夫、瓦勒德布里德、利德勒赞、圣梅达尔、扎尔伯兰。
维斯的时区为UTC+01:00、UTC+02:00（夏令时）。

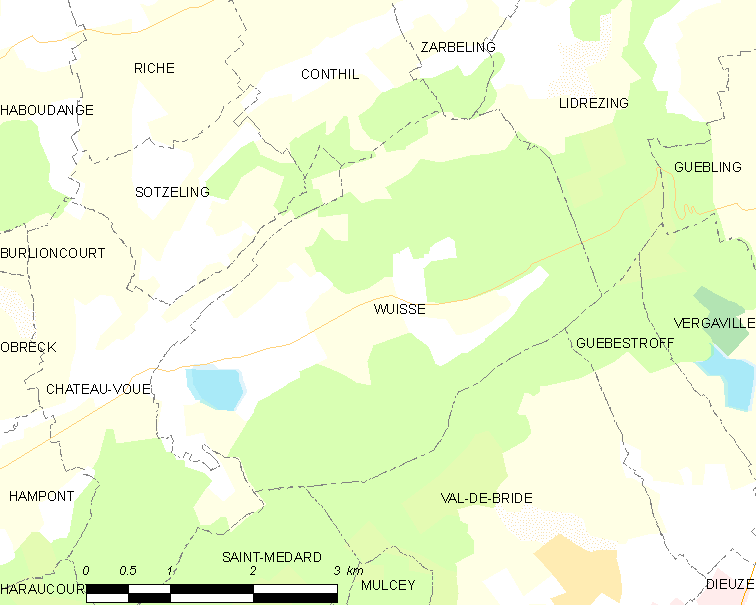
维斯的OSM定位图

## 行政
维斯的邮政编码为57170，INSEE市镇编码为57753。

## 政治
维斯所属的省级选区为索努瓦县。

## 人口

1962-2008年间维斯人口变化图示

维斯于2022年1月1日时的人口数量为62人。